# Війой
Війой (фар. Viðoy) — острів, розташований в північній частині Фарерських островів. Знаходиться між островами Фуглой та Борой.

## Географія
На острові знаходиться найпівнічніша точка Фарерських островів. Війой має витягнуту форму (з північного заходу на південний схід). Місцевість переважно гірська. Найбільш високі гори розташовані в північній частині острова. Тут знаходиться найвища точка острова і всієї північної групи островів, третя за висотою на Фарерах, — гора Відлінгадальсфьядль (Villingadalsfjall, 841 м). Всього на острові розташовано 11 гірських вершин, висотою від 481 до 841 м.

## Населення
На острові є два поселення: Ваннасунд на південно-західному узбережжі і Відарейді в північно-західній частині острова. Поселення з'єднані автомобільною дорогою, що проходить уздовж західного узбережжя острова. Також острів з'єднаний автомобільною дорогою з поселенням Нордепіль, розташованим на острові Борой, і автобусним маршрутом з другим за величиною населеним пунктом Фарерських островів — містом Клаксвік.